# Mohair
Mohair — британская инди-рок-группа, образованная в 2000 году в Уотфорде, Англия и исполнявшая поп-рок в традициях нового брит-попа, созвучный музыке Arctic Monkeys и The Futureheads. Mohair выпустили один (высоко оцененный критикой) студийный альбом Small Talk и серию синглов, из которых наивысшее место (#52) в UK Singles Chart занял «End of the Line». В 2007 году Mohair распались

## История группы
Группа в составе — Питер Бэйкер (англ. Pete Baker, ударные, духовые инструменты), Том Биллингтон (англ. Tom Billington, гитара, вокал), Алекс Ричардс (англ. Alex Richards, клавишные, вокал) и Тим Слэйд (англ. Tim Slade, бас-гитара, вокал) — в 2002 году получила контракт с M1 Records. К лету 2004 года Mohair, проведя серию гастролей и выпустив три сингла («Octopus Chunks», «Superstar», «Brown Eyes Blue»), получили хорошую прессу (в частности, в NME) и известность на британской концертной сцене.
В 2005 году Mohair образовали собственный лейбл Ear Candy Records, на котором выпустили серию синглов («End of the Line», #52, 2005; «Stranded (In the Middle of Nowhere)»). Весной 2006 года группа дебютировала в США выступлением на рок-конвенции South by Southwest в Остине, Техас, уже в статусе «самого горячего британского открытия года».
В сентябре 2006 года на американском лейбле Grunion Records Mohair выпустили дебютный альбом Small Talk, получивший высокие оценки рок-критиков (в частности, 4/5 от рецензента Allmusic).
31 августа 2007 года группа обратилась к своим поклонникам с обращением, в котором сообщила о намерении прекратить свою деятельность.

## Дискография

### Альбомы
- Small Talk (2006, Grunion Records)

### Синглы
| Год  | Заголовок                             | Лейбл              | UK Singles Chart |
| ---- | ------------------------------------- | ------------------ | ---------------- |
| 2002 | Octopus Chunks (Beautiful In Alcohol) | M1 records         | -                |
| 2003 | Superstar                             | M1 records         | #156             |
| 2004 | Brown Eyes Blue                       | M1 records         | #79              |
| 2005 | Keep It Together                      | TBA Records        | #143             |
| 2005 | Stranded (In the Middle of Nowhere)   | Ear Candy Records. |                  |
| 2005 | End of the Line                       | Ear Candy Records  | #52              |
| 2006 | Life                                  | Ear Candy Records  | #113             |
| 2006 | Everything I Want / Little Voice      | Ear Candy Records  | -                |
| 2007 | Talk Of The Town                      | Ear Candy Records  | -                |